# Bruno Nachtergaele
Bruno Leo Zulma Nachtergaele (* 24. Juni 1962 in Oudenaarde) ist ein belgischer mathematischer Physiker.
Nachtergaele studierte Physik an der Katholieke Universiteit Leuven mit dem Lizenziats-Abschluss 1984 und wurde dort 1987 in Theoretischer Physik bei Andre Verbeure promoviert (Exakte Ergebnisse für das Spin-Boson-Modell, flämisch). 1989/90 war er an der Universität Chile, 1991 bis 1993 Instructor an der Princeton University (bei Elliott Lieb), 1993 Assistant Professor für Physik in Princeton und ab 1996 Associate Professor und ab 2000 Professor für Mathematik an der University of California, Davis. 2007 bis 2010 stand er dort der Mathematik-Fakultät vor.
Er befasst sich mathematisch mit Statistischer Mechanik des Gleichgewichts- und Nichtgleichgewichts, Quanten-Spinsystemen und Quanteninformation.
Er ist Fellow der American Mathematical Society und der American Association for the Advancement of Science. Er war Invited Speaker auf dem Internationalen Mathematikerkongress 2002 in Peking (Derivation of the Euler-Equations from Many-Body-Quantum-Mechanics, mit Horng-Tzer Yau).
Er war Mitherausgeber verschiedener Bände der Selecta von Elliott Lieb.

## Schriften
- mit John Hunter Applied Analysis, World Scientific 2001
- mit Mark Fannes, André Verbeure The equilibrium states of the Spin-Boson model, Comm. Math. Phys., 114, 1988, 537–548, 1988, Project Euclid
- mit Mark Fannes, Reinhard Werner Finitely Correlated States on Quantum Spin Chains, Comm. Math. Phys. 144, 1992, 443–490, Project Euclid
- mit Michael Aizenman: Geometric Aspects of Quantum Spin States, Commun. Math. Phys., 164, 1994, 17–63, Arxiv
- mit Elliott Lieb The Stability of the Peierls Instability for Ring-Shaped Molecules, Phys. Rev. B, 51, 1995, 4777–4791, Arxiv
- mit Horng-Tzer Yau Derivation of the Euler Equations from Quantum Dynamics, Commun. Math. Phys., 243, 2003, 485–540, Arxiv
- mit Robert Sims Recent progress in quantum spin systems, in J. T. Lewis Markov Processes and related fields 2007
- Quantum Spin Systems, in Encyclopedia of Mathematical Physics, Elsevier 2006, Arxiv